# 南泗塘
南泗塘又名郝桥港，是中華人民共和國上海市虹口區和寶山區的一條河流，該河流南起走馬塘，北至蕰藻浜，全长8.5公里。南泗塘從明朝天启六年(1626年)至1966年1月共疏浚二十餘次，其中1965年12月至1966年1月的疏浚規模最大。